# Paul-Hippolyte de Beauvilliers (1684-1776)
Pour les articles homonymes, voir Beauvilliers.
Ne doit pas être confondu avec son fils, Paul-Hippolyte de Beauvilliers.
Paul-Hippolyte de Beauvilliers, duc de Saint-Aignan (dès le 2 décembre 1705 ou 1706, par don de son demi-frère aîné le duc Paul, 1648-1714), né le 15 novembre 1684 à Paris et mort le 22 janvier 1776 à Paris, est un diplomate et officier militaire français, chevalier des ordres du Roi et pair de France, comte de Montrésor et de Buzançais, baron de La Ferté-Saint-Hubert/La Ferté-Saint-Aignan, sire de la Salle-lez-Cléry et de Chémery.

## Biographie

### Origines
Il est le fils de François Honorat de Beauvilliers, duc de Saint-Aignan, et de Françoise Géré de Rancé, sa deuxième épouse. Ancienne femme de chambre de la première duchesse de Saint-Aignan, Françoise Géré avait épousé le duc le 9 juillet 1680.

### Carrière
Le duc de Saint-Aignan est successivement ambassadeur en Espagne où, en 1716, il tient l'infant don Philippe sur les fonts baptismaux, au nom de la France, membre du conseil de Régence en 1719, gouverneur et lieutenant général pour le roi du Havre de Grâce (1719-1776) et ambassadeur extraordinaire à Rome en 1731. Il fut gouverneur de Bourgogne par intérim de 1740 à 1754.
Il est élu membre de l'Académie française en 1726 et de l'Académie des inscriptions et belles-lettres en 1732.

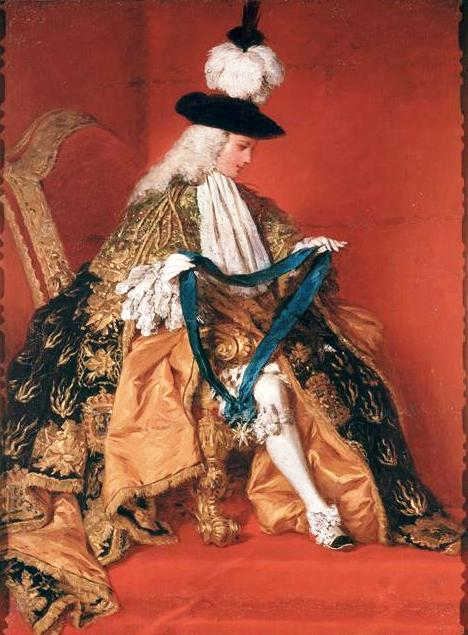
Le duc de Saint-Aignan donnant à Rome au prince Vaini le cordon de l'ordre du Saint-Esprit.

Le musée Carnavalet expose deux études de Pierre Subleyras représentant le duc de Saint-Aignan en tenue de chevalier de l'ordre du Saint-Esprit. La première est une étude préparatoire à un tableau montrant le duc, à Rome, remettant au prince Vaini le cordon bleu de l'ordre le 15 septembre 1737 ; la seconde est une étude pour un portrait en pied (Carnavalet,
p. 1007 et 1008).

## Descendance
Le 22 janvier 1707, il épouse en premières noces Marie-Anne de Montlezun (morte le 15 octobre 1734), dame de Pommeuse et de Lumigny, fille unique de Jean-Baptiste-François de Montlezun (cf. Pardiac), marquis de Besmaux, maître de camp de Cavalerie et premier cornette des chevau-légers de la garde du Roi et de Marguerite-Geneviève Colbert de Villacerf. De cette union naissent neuf enfants :
- Marie-Geneviève, née le 27 janvier 1709, religieuse.
- Paul-François né le 16 août 1710, mort en 1742. Il épouse Marie de Creil (1716-1780)[4] en 1738. Duc de Beauvilliers par don de son père.
- Paul-Louis, né le 8 novembre 1711, maître de camp d'un régiment de cavalerie de son nom, tué à la bataille de Rosback en novembre 1757, comte de Montrésor puis duc de Beauvilliers après son frère. De sa 1re femme Auguste-Léonore-Olympe-Nicole de Bullion de Fervaques (fille d'Anne-Jacques de Bullion, lui-même fils de Charles-Denis de Bullion) vient la suite des ducs de St-Aignan/de Beauvilliers : leurs fils - Paul-François (1710-1742) et - Paul-Louis (1711-1757) ; puis le fils aîné de ce dernier, - Paul-Etienne-Auguste (1745-1771), père de - Paul-Marie-Victoire de Beauvilliers (1766-1794), père lui-même de - Raymond-François (1790-1811), suivi de son grand-oncle - Charles-Paul-François (1746-1828, fils cadet du duc Paul-Louis). De plus, la fille du duc Paul-Louis et d'Olympe de Bullion, Colette de Beauvilliers (1749-1831), épouse en 1771 Antoine de La Roche-Aymon (1751-1831) : les La Roche-Aymon hériteront du domaine en 1828.
- Paul-Hippolyte né le 26 décembre 1712, le marquis de (La Ferté-)Saint-Aignan, mort en 1788. Vice-amiral de la flotte du Ponant en 1781.
- Paul-Louis-Victor né le 24 octobre 1714, abbé de Lagny-sur-Marne.
- Marie-Paule née le 5 juillet 1720, religieuse.
- Marie-Anne Mademoiselle de Chémery née le 26 juillet 1721. Elle épouse le 28 août 1736, Louis de Seiglières.
- Paul-François-Honorat, le comte de St-Aignan, né le 7 janvier 1724. Brigadier en 1762.
- Marie-Paule-Thérèse, Mademoiselle de Montrésor, née le 10 décembre 1729. Elle épouse le 22 août 1753, Jean-François de Molette comte de Morangiès.

Le 9 novembre 1757, il épouse en secondes noces Françoise Hélène Étiennette Turgot (1729-1784), fille de Michel-Étienne Turgot, marquis de Sousmont.